# Куржак
Куржак (фр. Courgeac) насеље је и општина у западној Француској у региону Поату-Шарант, у департману Шарант која припада префектури Ангулем.
По подацима из 2011. године у општини је живело 209 становника, а густина насељености је износила 11,35 становника/km². Општина се простире на површини од 18,42 km². Налази се на средњој надморској висини од 110 метара (максималној 177 m, а минималној 72 m).

## Демографија
| 1962. | 1968. | 1975. | 1982. | 1990. | 1999. | 2011. |
| ----- | ----- | ----- | ----- | ----- | ----- | ----- |
| 196   | 249   | 219   | 205   | 174   | 175   | 209   |

График промене броја становника у току последњих година